# Ceva
Ceva (piemontesisch Seva) ist eine Gemeinde mit 5884 Einwohnern (Stand 31. Dezember 2023) in der italienischen Provinz Cuneo (CN), Region Piemont.

## Lage und Einwohner
Ceva liegt 51 km östlich von der Provinzhauptstadt Cuneo entfernt am Ufer des Flusses Tanaro auf einer Höhe von 376 m über dem Meeresspiegel in der Weinregion Langhe. Das Gemeindegebiet umfasst eine Fläche von 42,96 km² und hat 5884 Einwohner (Stand 31. Dezember 2023).
Die Nachbargemeinden sind Battifollo, Castellino Tanaro, Lesegno, Mombasiglio, Nucetto, Paroldo, Perlo, Priero, Roascio, Sale delle Langhe, Sale San Giovanni und Scagnello.

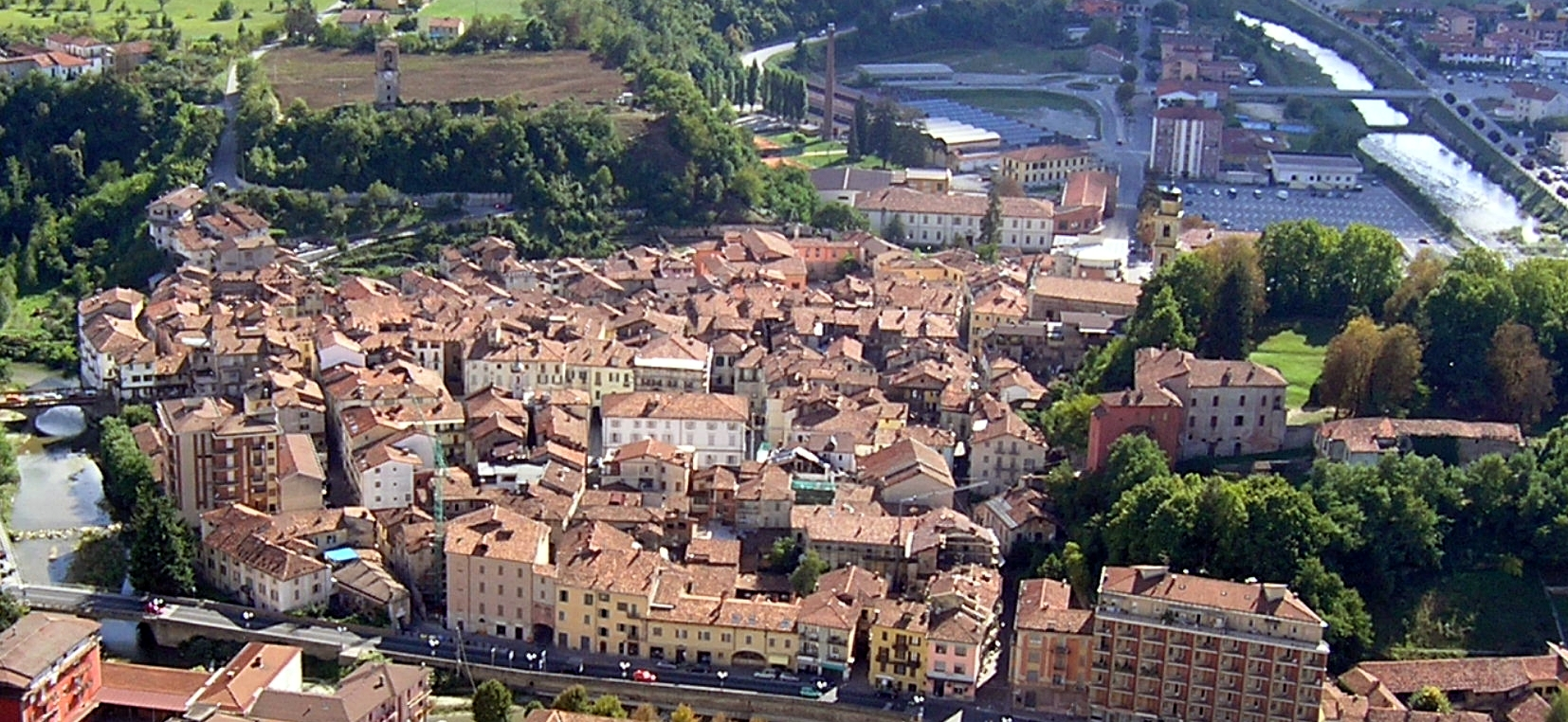
Ceva, Historisches Zentrum

## Sehenswürdigkeiten

### Sakrale Bauten
- Stiftskirche Assunzione della Beata Maria Vergine, auch als Duomo bezeichnet, Hauptkirche der Stadt und Pfarrkirche aus dem 17. Jahrhundert mit Marmoraltar von 1790
- Klosterkirche des Kapuziner mit Fresken des Malers Crida
- Kirche Arciconfraternita di Santa Maria e Caterina da Siena, Architekt: Francesco Gallo (1684), renoviert 1735, mit Fresken von Andrea Vinai di Pianvignale; restauriert 2011
- Kirche Spirito Santo,  von 1901, restauriert 2010
- Kirche San Carlo Borromeo von 1618 mit 1631/32 entstandenen Fresken des Malers Giovanni Arigone
- Kapelle Maria Consolata
- Kapelle San Pietro im Ortsteil Piana, auf den Weg nach Lesegno
- Kapelle San Bernardino, mit Holzstatue des Heiligen Bernardino da Siena
- Kapelle Santa Libera (18. Jahrhundert) im Ortsteil Torretta
- Friedhofskapelle Sant'Agostino (1845)
- Kapelle Madonna della Guardia e dell'Addolorata beim Forte di Ceva. mit Fresken

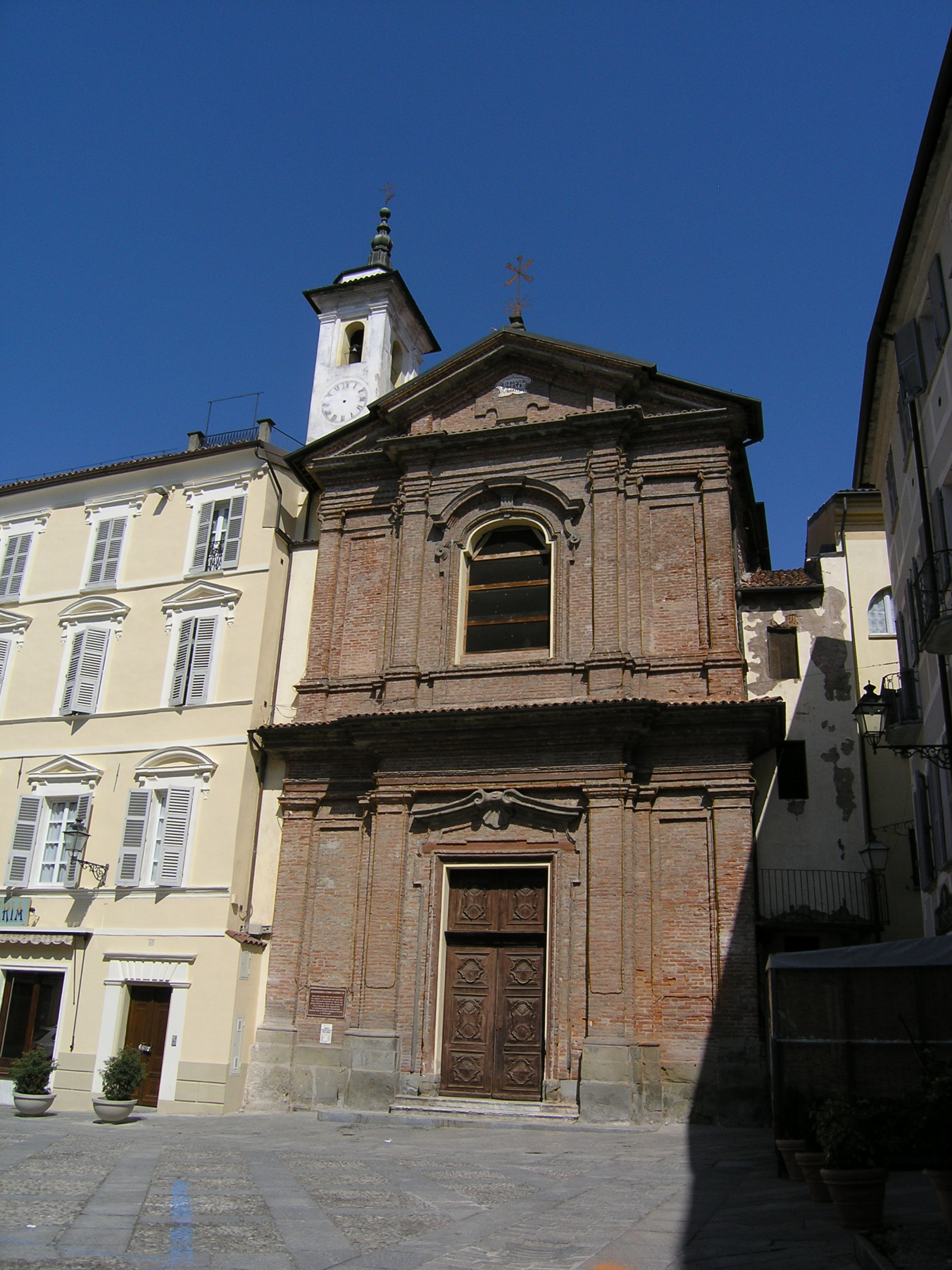
Kirche Santa Maria und Caterina von Siena
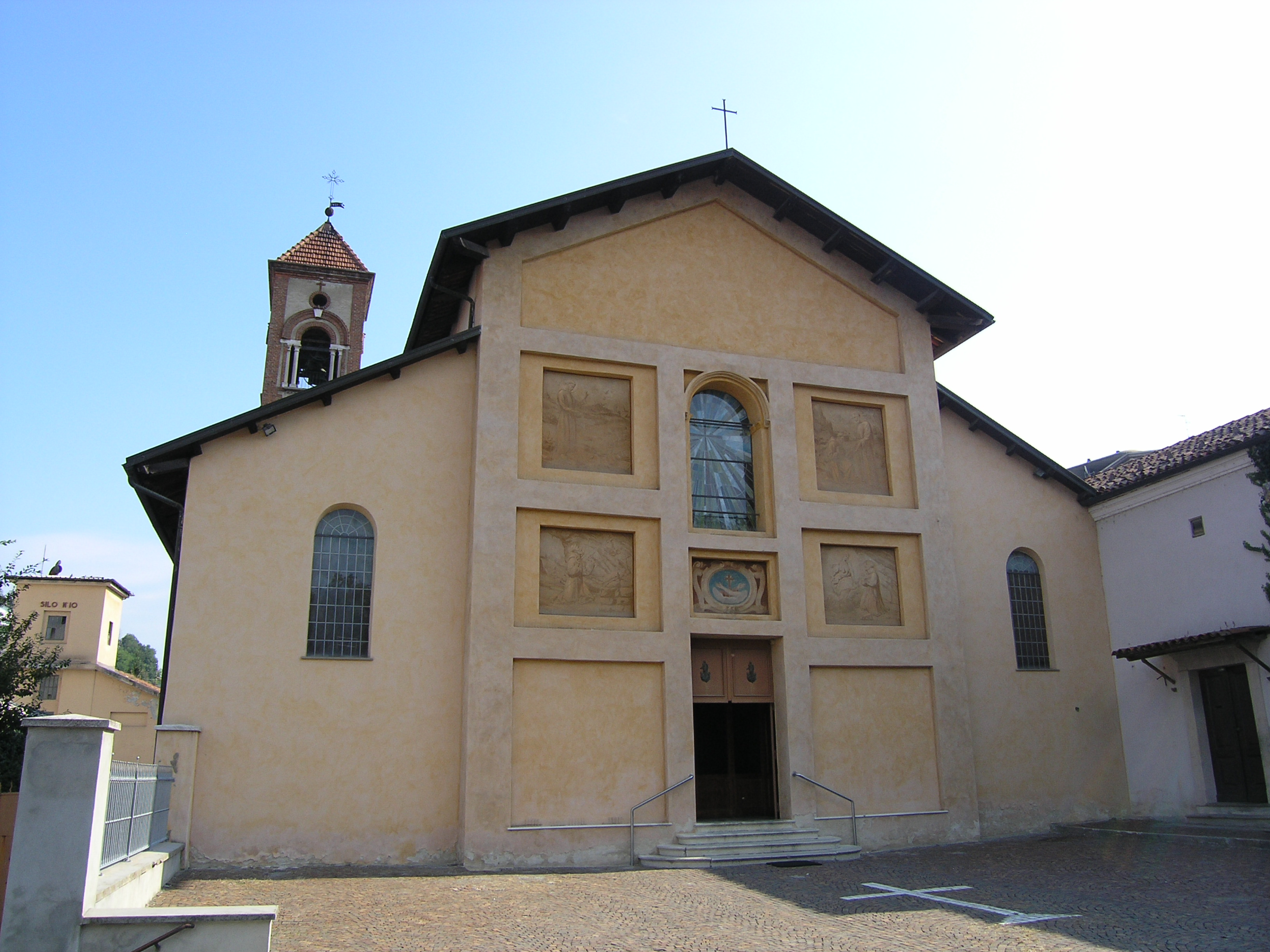
Kapuzinerkirche
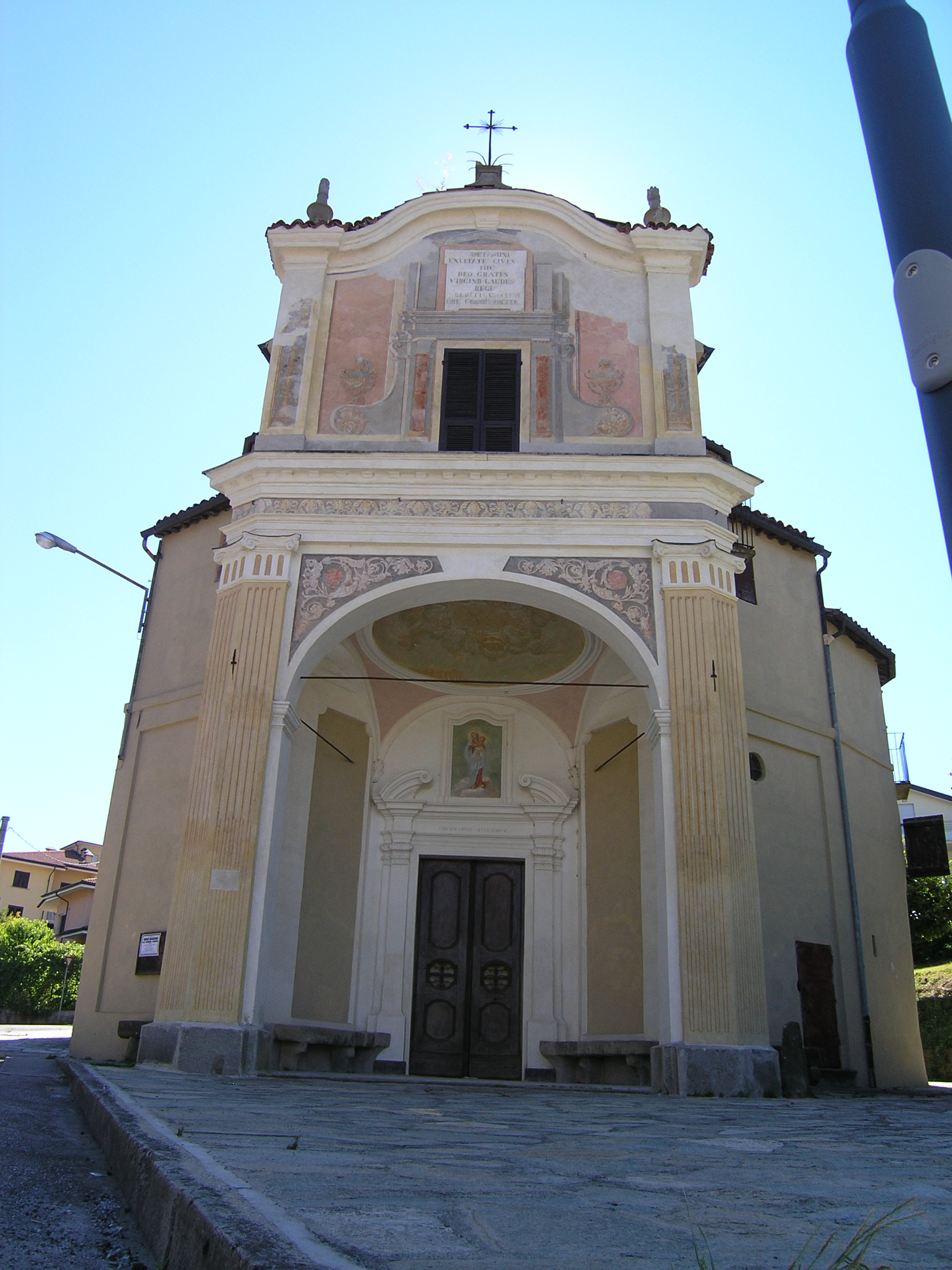
Kirche Madonna Consolata
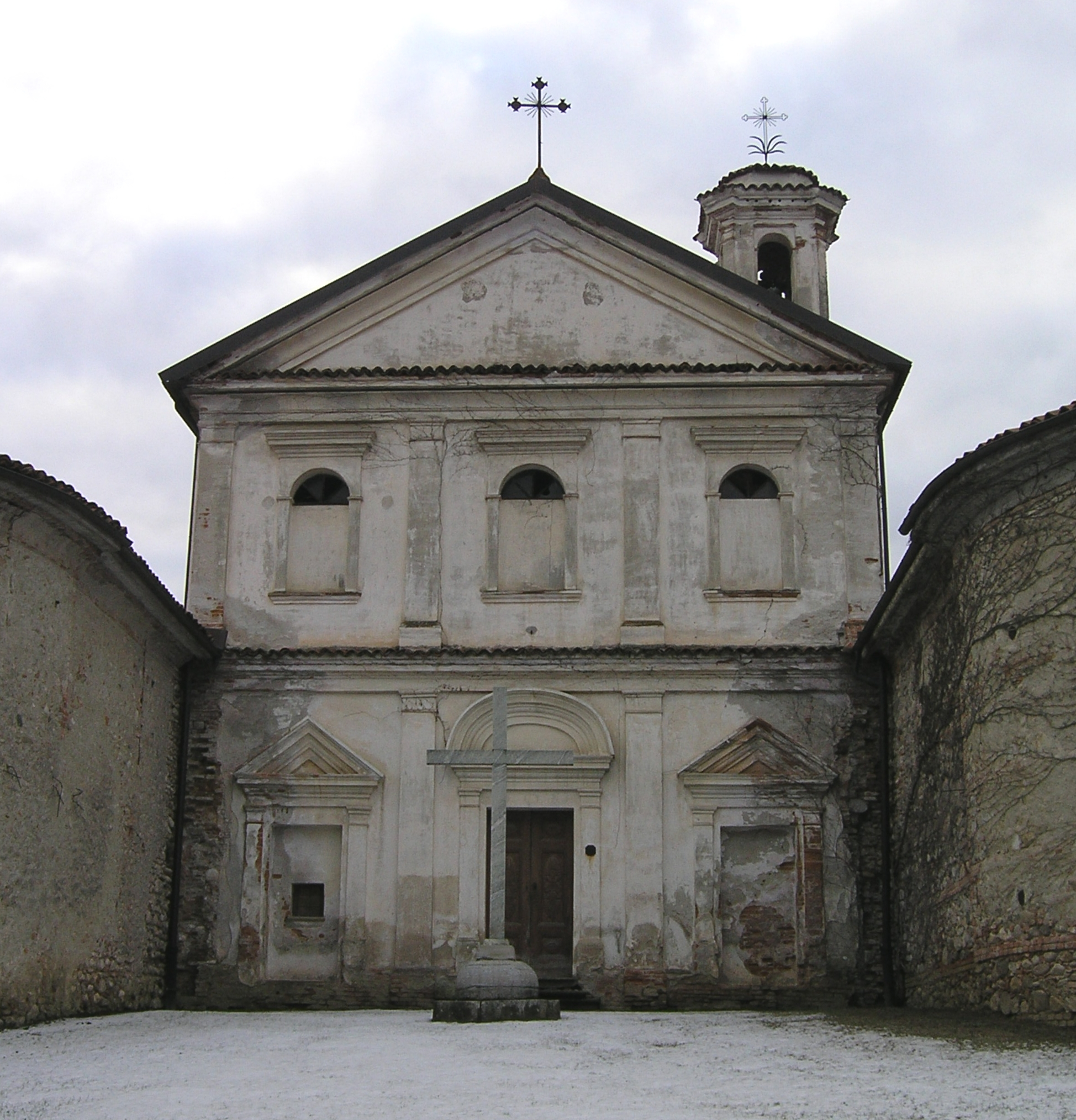
Kirche Sant'Agostino, Friedhofskapekke

### Zivile Bauten
- Castello Bianco und Castello Rosso, Wohnsitze der Familie Pallavicini von Ceva und Priola
- Altes Priesterhaus
- Glockenturm Porta Solaia
- Neokalassisches Theater Carlo Marenco (1860–1861)
- Palazzo di Città (Rathaus) (erbaut 1860–1866)

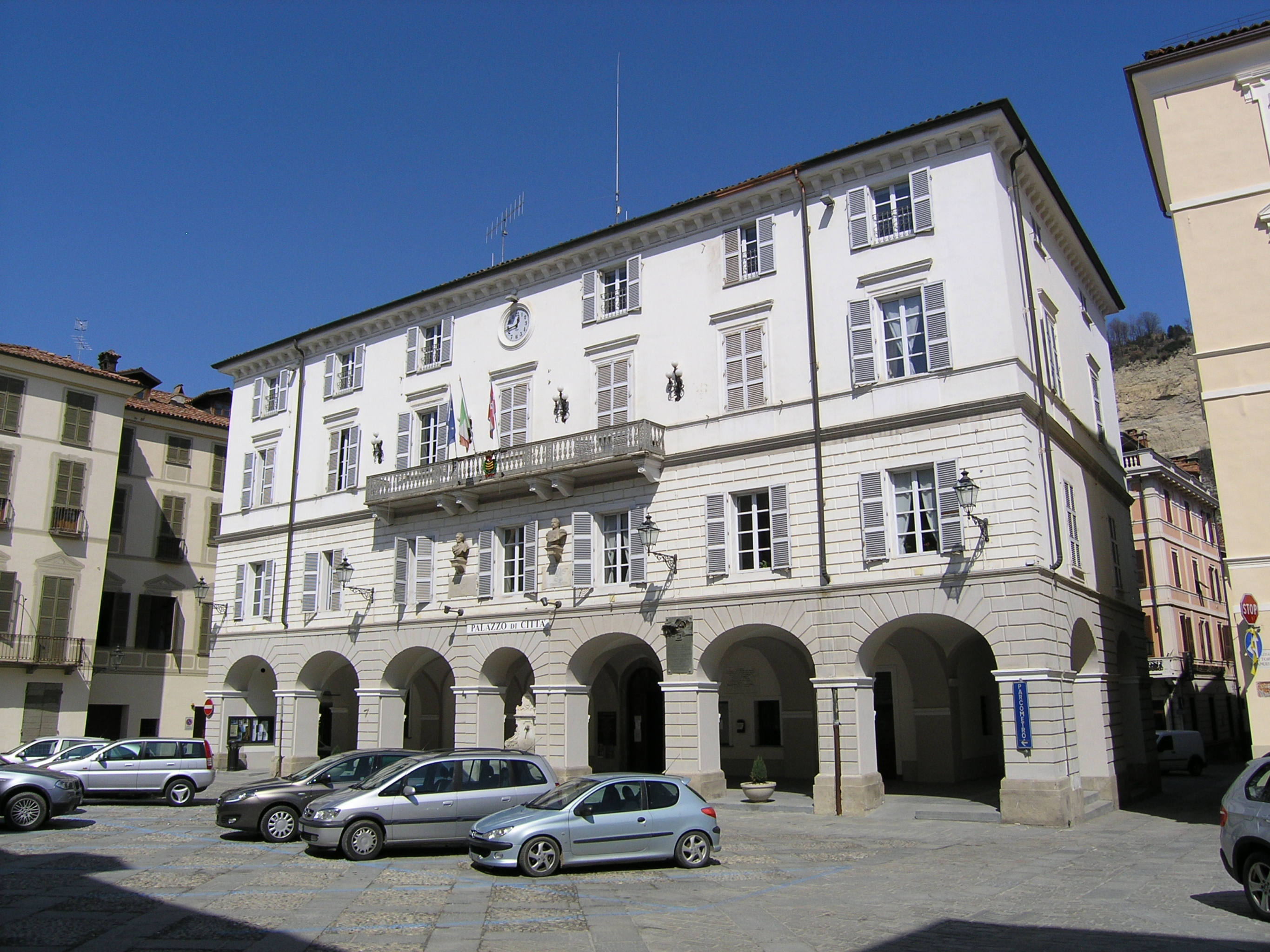
Rathaus
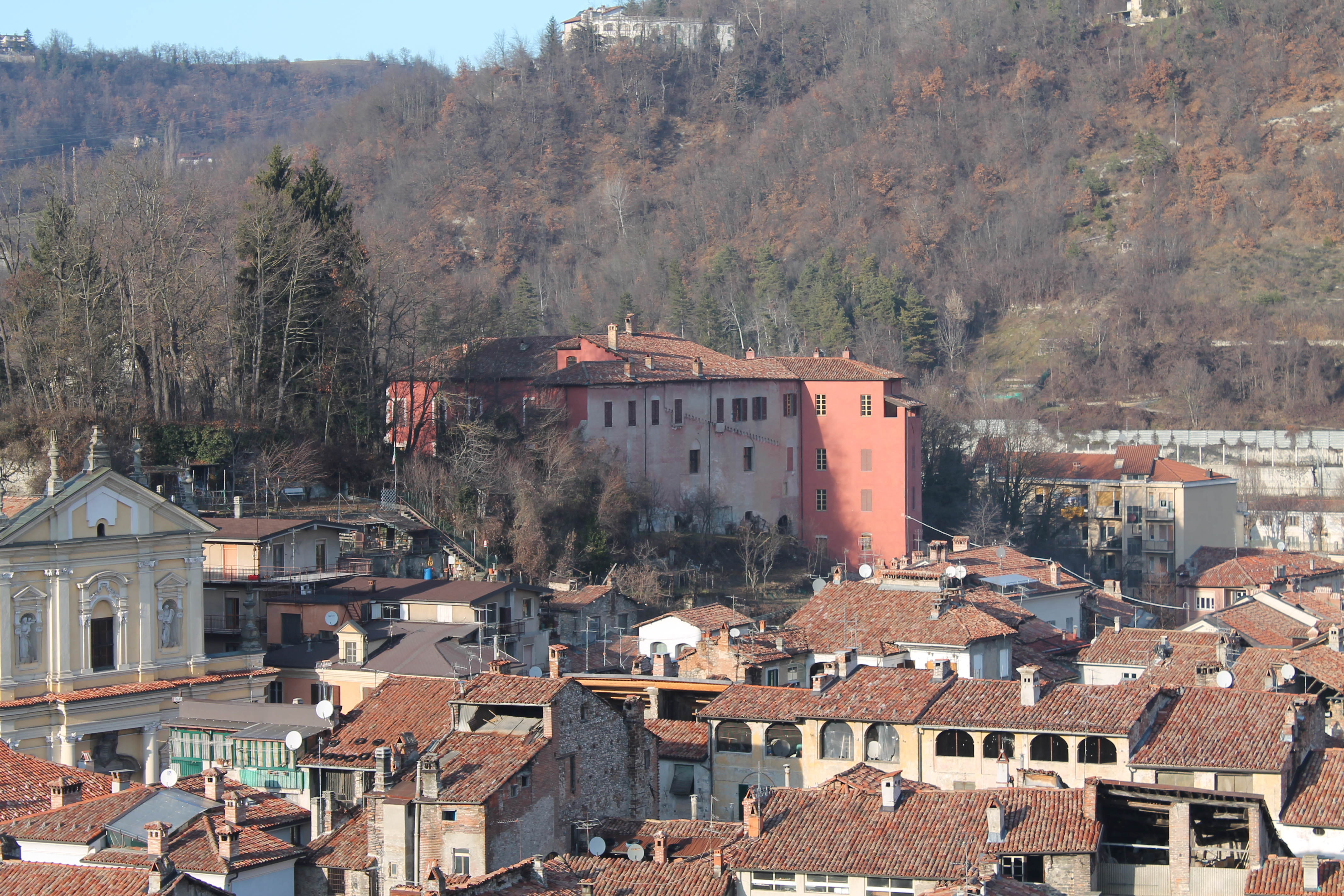
Castello Rosso
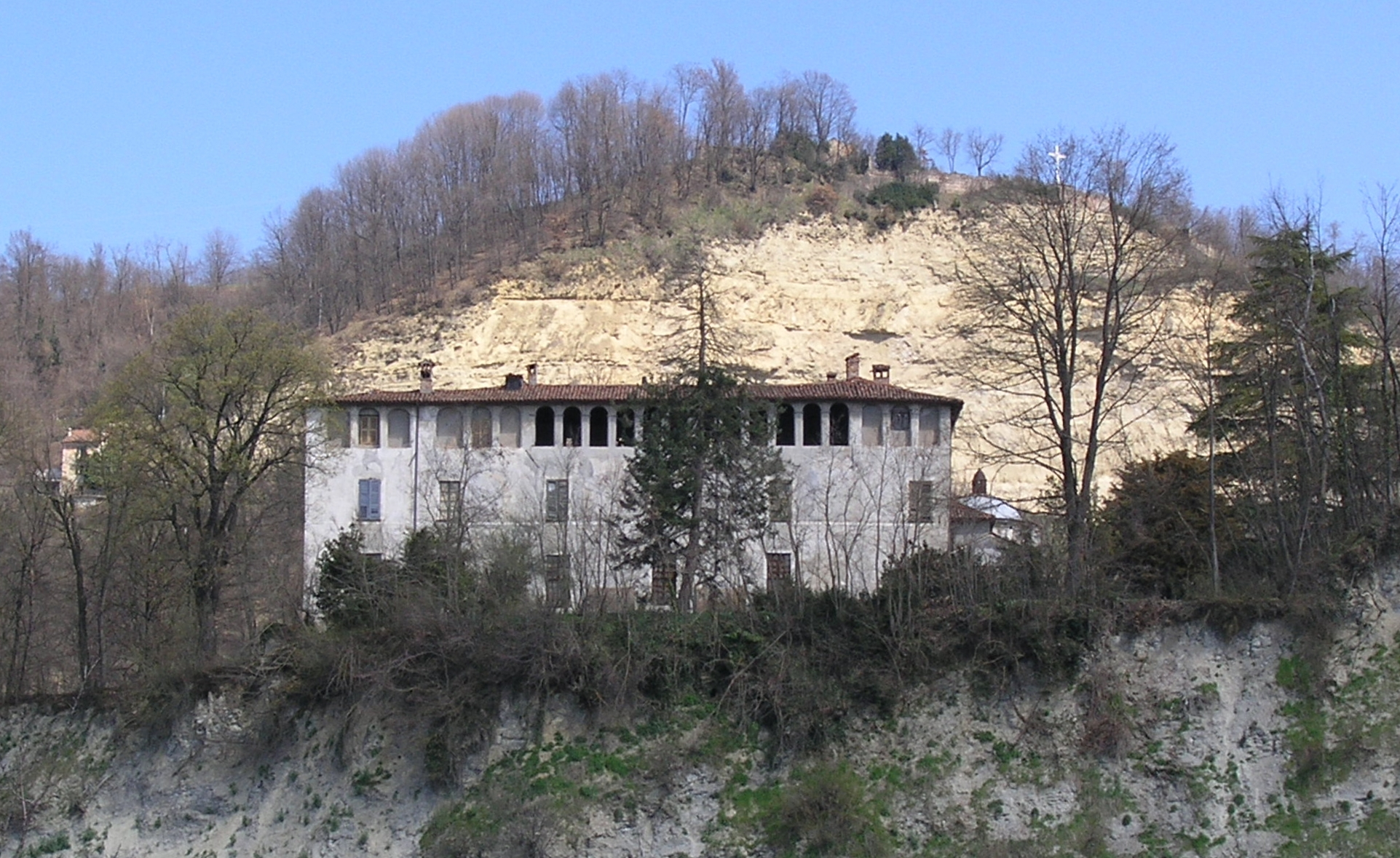
Castello Bianco
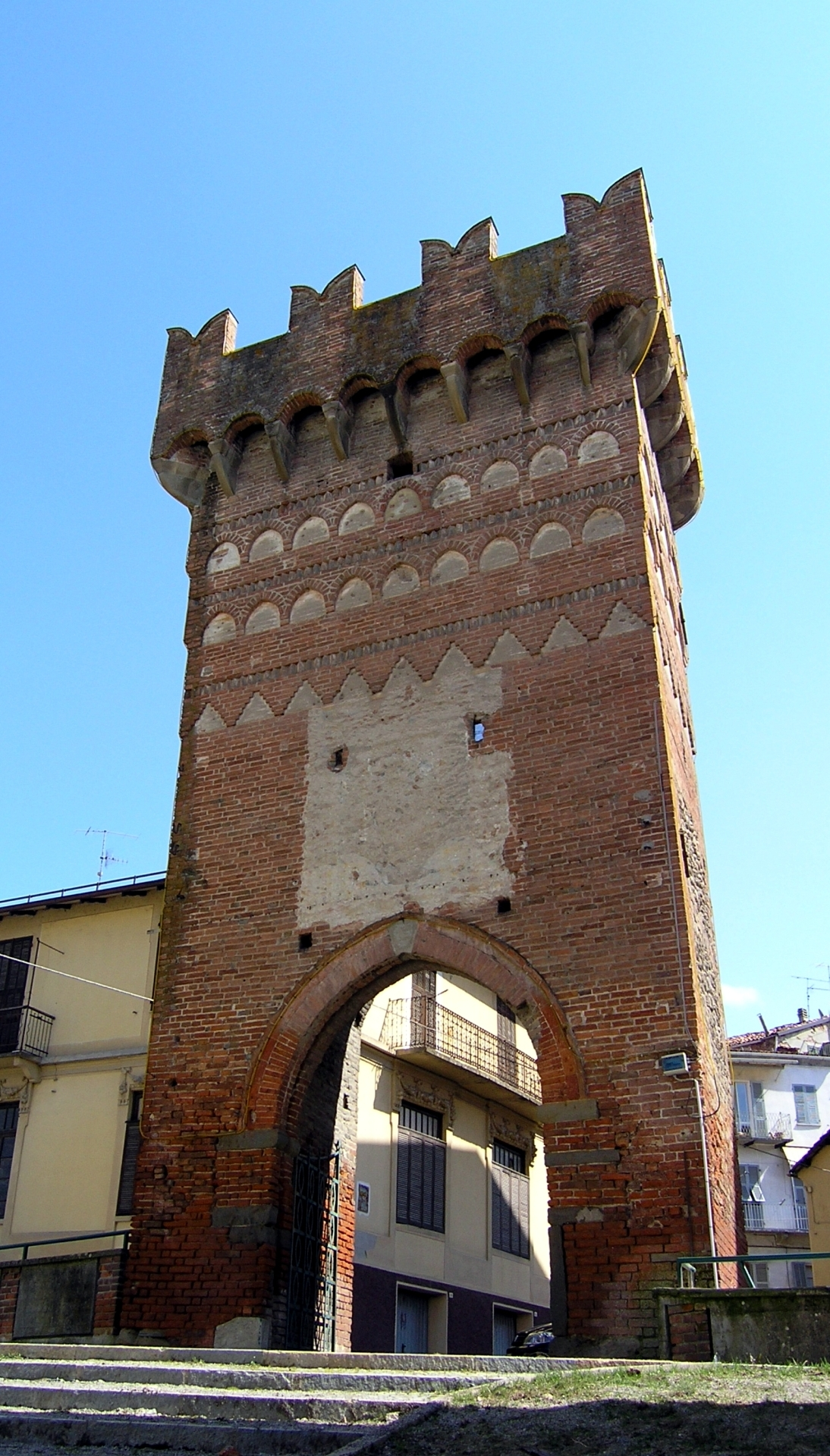
„Torre Guelfa“

### Militärische Bauten
- Torre Guelfa (ehemalige Porta Tanaro) (Mitte 14. bis Anfang 15. Jahrhundert), mit ghibellinischen Zinnen
- Forte di Ceva (Ruine): 1560 auf Veranlassung von Herzog Emanuel Philibert (Savoyen) errichtet, war auch Gefängnis u. a. von Pietro Giannone
- Kaserne Giuseppe Galliano (19. Jahrhundert)
- Castello delle Mollere: Ruinen am Flüsschen Cevetta, das wenig später in den Tanaro mündet

## Verkehr
Ceva hat einen Bahnhof an der Bahnstrecke Turin – Savona. Von hier zweigt die Bahnstrecke Ceva–Ormea ab, auf der die Personenbeförderung aber 2012 eingestellt wurde. Offiziell ist die Strecke aber nicht stillgelegt.
Südlich des Ortes verläuft die Autostrada A6, an die Ceva durch die Anschlussstelle 81 angebunden ist.

## Kulinarische Spezialität
Bei Ceva wird Weinbau betrieben. Die Beeren der Rebsorten Spätburgunder und/oder Chardonnay dürfen zum Schaumwein Alta Langa verarbeitet werden.

## Städtepartnerschaften
Mit dem Ort Le Val in der Provence in Frankreich besteht eine Städtepartnerschaft.

## Persönlichkeiten
- Giuseppe Bertieri (1734–1804), Priester, Doktor der Theologie, Publizist und Bischof von Como und Pavia
- Lodovico Sauli d’Igliano (1787–1874), Diplomat und Politiker
- Aloysius Bertrand (1807–1841), italienisch-französischer Dichter
- Alberto Minetti (* 1957), Radrennfahrer
- Luca Castiglia (* 1989), Fußballspieler, geboren in Ceva